# Dômu
Dômu (童夢, Dōmu) est un manga de Katsuhiro Ōtomo. Il a été prépublié dans le magazine Weekly Young Magazine entre janvier 1980 et juillet 1981 puis publié par Kōdansha en 1983. Publié en France sous le titre Rêves d'enfant, cette œuvre a été vendue à plus de 500 000 copies au Japon.
Katsuhiro Ōtomo y développe certains thèmes comme la télékinésie, enfants aux puissants pouvoirs et incomprise par la majorité des adultes, visions urbaines apocalyptiques qui nourriront son œuvre future, notamment le manga Akira.

## Histoire et thème
Une série de suicides suspects attire l'attention de la police. En effet, dans une zone résidentielle, pas moins de vingt-cinq morts sont recensés pour un seul bâtiment. L'inspecteur Yamagawa et son équipe enquêtent, et finissent par comprendre que le tueur ne s'intéresse pas aux personnes qu'il tue, mais seulement au bâtiment et aux personnes qui y vivent. Autre détail étrange, chaque mort a perdu un objet particulier (bague de famille, montre, etc.). L'enquête progresse, mais peu de temps après, Yamagawa se suicide à son tour.
Le manga traite davantage de la question de l'enfance (au même titre qu'Akira traite de l'adolescence), plutôt que de savoir qui est le meurtrier (qui est révélé dès la page 43). Le lecteur est ici confronté à un vrai enfant et un faux enfant, tous deux dotés de grands pouvoirs. Leur lutte peut symboliser l'image de l'enfant, qui tout à la fois souhaite devenir adulte et le refuse. Dômu est également travaillé sous une approche très cinématographique, le dessin étant à la limite du scénarimage.
L'auteur s'est inspiré d'un fait divers mystérieux : dès l'inauguration de la cité HLM Takashimadaira à Itabashi-ku en 1972, une vague de suicides inexpliqués (plus de 150) eurent lieu jusqu'à ce que les autorités condamnent les accès aux toits et installent des filets antichute,.

## Éditions françaises
- 1re édition française : Les Humanoïdes Associés (en 3 tomes)

| Tome 1                                                  | Tome 2                                               | Tome 3                                                  |
| ------------------------------------------------------- | ---------------------------------------------------- | ------------------------------------------------------- |
| Janvier 1991 80 pages Grand format (ISBN 2-7316-0776-9) | Août 1991 92 pages Grand format (ISBN 2-7316-0916-8) | Janvier 1992 84 pages Grand format (ISBN 2-7316-1017-4) |

- 2e édition française : Les Humanoïdes Associés (1997)

couverture cartonnée
240 pages
Format : 215 mm x 310 mm
 (ISBN 2-7316-1251-7)
- 3e édition française : Les Humanoïdes Associés (2003)

couverture souple
240 pages
Format : 165 mm x 230 mm
 (ISBN 2-7316-6246-8)
- 4e édition française : Les Humanoïdes Associés (2008)

couverture souple
240 pages
Format : 150 mm x 210 mm
sens de lecture japonais
 (ISBN 978-2-7316-2132-7)

## Prix
- 1981 : « Prix d'Excellence » de l'Association des auteurs de bande dessinée japonais pour INRI et Dômu
- 1983 : Grand Prix de la Science-fiction au Japon.

## Adaptation
D'après Nilo Rodis-Jamero, designer sur la trilogie originale Star Wars, David Lynch devait réaliser une adaptation du manga au début des années 90, avec un long-métrage en prise de vues réelles. La compagnie de jouets Bandai devait financer le film. Mais le projet aurait avorté à la suite des conflits entre Lynch et la société Propaganda Films.